# 汉斯-约翰·费贝尔
汉斯-约翰·费贝尔（德語：Hans-Johann Färber，1947年4月20日—），德国男子赛艇运动员。他曾代表西德参加1968年、1972年和1976年夏季奥林匹克运动会赛艇比赛，获得一枚金牌和一枚铜牌。